# ジョビ・ジョバ
『ジョビ・ジョバ』 (Djobi, Djoba) は、ジプシー・キングスの楽曲である。
1982年のデビューアルバム『アレグリア』にアコースティック・バージョンが収録された。1987年にボーカル入りで再レコーディングされ、シングルカットされた。ボーカル入りのバージョンは、3枚目のアルバム『ジプシー・キングス』にも収録された。
このアルバムに収録された他のヒット曲『バンボレオ』『ウン・アモール』などとともに、この曲によりジプシー・キングスはヨーロッパで人気となり、1989年にはアメリカでも人気となった。アメリカでは1989年に、当時のスペイン語の曲では珍しく、40週に渡ってチャートに入った。